# Kishō Yano
Kishō Yano (jap. 矢野貴章 Yano Kishō; ur. 5 kwietnia 1984 w Hamamatsu, w prefekturze Shizuoka) - japoński piłkarz występujący na pozycji napastnika w Tochigi SC. Mierzy 185 cm wzrostu. Wcześniej grał w Kashiwa Reysol, Albirex Niigata i SC Freiburg. Zaliczył 19 występów w reprezentacji Japonii, strzelił przy tym 2 bramki.